# Matudaea trinervia
Matudaea trinervia , llamada guayabillo, es una especie de planta maderable de la familia Hamamelidaceae.

## Distribución y hábitat
Habita bosques de pino y en mesófilo a altitudes entre 1600 y 2000 m snm. Tiene una distribución discontinua, desde el occidente de México (Colima, Chiapas, Guerrero, Jalisco, Estado de México, Oaxaca, Puebla, Veracruz) hasta Guatemala, Honduras, Nicaragua, Costa Rica, Colombia y El Salvador.